# Singra (Bangladesh)
Singra è un sottodistretto (upazila) del Bangladesh situato nel distretto di Natore, divisione di Rajshahi. Si estende su una superficie di 528,46 km² e conta una popolazione di 364.382  abitanti (censimento 2011).